# 林祥棣
林祥棣（1934年2月8日—2018年7月29日），江苏南通人，光电技术与工程专家，中国工程院院士，中国科学院成都分院院长，西南科技大学校长。

## 生平
1999年，获选中国工程院信息与电子工程学部院士。